# Julien-Léopold Lobin
Julien-Léopold Lobin (* 8. Februar 1814 in Loches; † 11. Mai 1864 in Saint-Cyr-sur-Loire) war ein französischer Maler und Glasmaler.

## Familie
Julien-Léopold Lobin war der Sohn eines ehemaligen Soldaten und Kaufmanns, der bereits 1824 starb. Julien-Léopold verzichtete auf ein angestrebtes Kunststudium und arbeitete in einem Geschäft in Tours. 1836 heiratete er seine reiche Cousine Adélaïde Discouzis (1818–1880). Aus dieser Ehe entstammten vier Kinder: Lucien-Léopold (1837–1892), Alfred-Marcel (1842–1862), Alfred-Adolphe (1845–1847) und Marie-Mathilde (1848–1864). Trotz der Verantwortung für seine Familie gab er 1838 seine Arbeit auf und begann in Paris Malerei zu studieren. Im Jahr 1841 reiste er zum Studium nach Italien und 1842, von 1844 bis 1846 wurde er im Salon de Paris ausgestellt.

## Glasmalerei

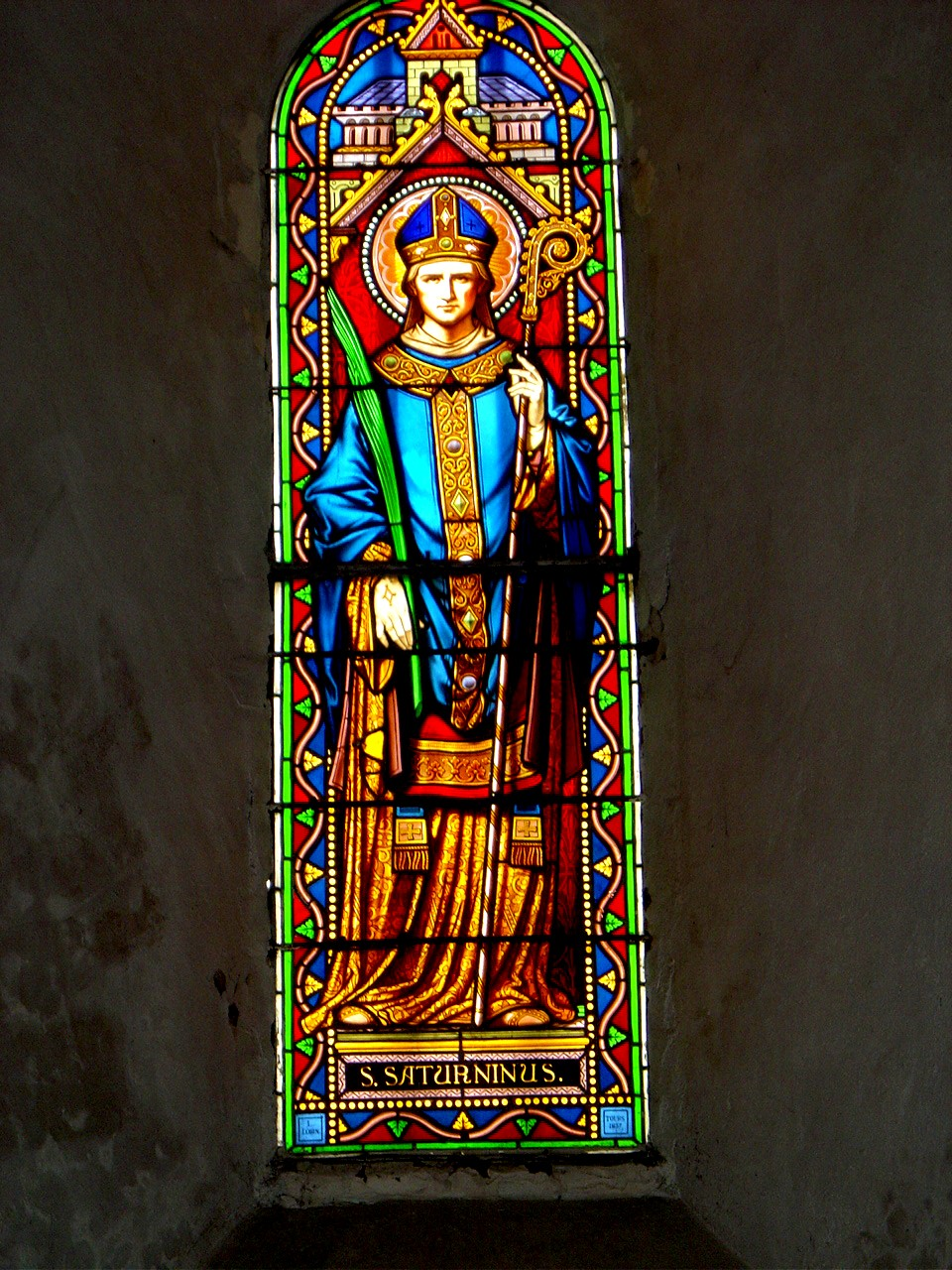
Bleiglasfenster in der Kirche von Limeray mit der Darstellung des heiligen Saturninus von Toulouse

Ab 1847 schuf Julien-Léopold Lobin Kartons für die im gleichen Jahr gegründete Glasmalerei in Tours, dessen Leitung er ab September 1848 übernahm. In den nächsten Jahren kaufte er nach und nach alle Anteile des Unternehmens, um unabhängig arbeiten zu können. Bereits 1855 hatte das Atelier Lobin 51 Beschäftigte und 1859 zog es in die Rue des Ursulines Nr. 35 in Tours. Im Jahr 1862 wurde die Werkstatt vergrößert. Bis zum Tod von Julien-Léopold Lobin im Jahr 1864 hatte das Atelier über 300 großformatige Fenster hergestellt und viele weitere Aufträge erfüllt. In 650 Kirchen finden sich Fenster seiner Werkstatt, die nahezu alle nach seinen Vorlagen geschaffen wurden.
Julien-Léopold Lobin hatte schnell großen Erfolg, da er enge Kontakte zum Klerus pflegte und bei Ausstellungen in Paris und der Provinz seine Arbeiten präsentierte. Ebenso veröffentlichte er 1863 einen Verkaufskatalog. Er beschäftigte mehrere Vertreter, die in den französischen Regionen Aufträge requirierten.
Sein Sohn Lucien-Léopold, der bereits 1863 Teilhaber geworden war, übernahm die Geschäftsführung des florierenden Unternehmens nach dem Tod des Vaters.